# تشيلسي هاندلر
تشيلسي جوي هاندلر (بالإنجليزية: Chelsea Joy Handler) مواليد (25، فبراير، 1975) ممثلة أمريكية وكوميدية، كاتبة ومقدمة برامج. إشتهرت بتقديم برنامجها الخاص تشيلسي ليتلي على قناة «!E» من 2007 حتى 2014، كما كان لها برنامجاً وثائقياً «تشيلسي تفعل» عرض على نتفليكس في يناير، 2016. في مايو، 2016، بدأت تشيلسي بتقديم برنامجاً حوارياً «تشيلسي» على نتفليكس. في 2012 وضعتها مجلة تايم في قائمة الأشخاص المئة الأكثر تأثيراً.

## نشأتها
ولدت تشيلسي (تشيلسي جوي هاندلر) في ليفنغتون، نيوجيرسي في 25 فبراير، 1975، الأخت الصغرى لأربعة أطفال، والدتها ريتا، ووالدها سيمور هاندلر بائع سيارات مستعملة. والدها يهودي؛ ووالدتها من اصول ألمانية، هاجروا إلى الولايات المتحدة في 1958.

## أبرز أعمالها
- 2002: زوجتي وأطفالي
- 2004: عرض بيرني ماك
- 2011: هوب
- 2016: تشيلسي تفعل

## وصلات خارجية
- الموقع الرسمي
- تشيلسي هاندلر على موقع IMDb (الإنجليزية)
- تشيلسي هاندلر على موقع الموسوعة البريطانية (الإنجليزية)
- تشيلسي هاندلر على موقع ألو سيني (الفرنسية)
- تشيلسي هاندلر على موقع أول موفي (الإنجليزية)
- تشيلسي هاندلر على موقع قاعدة بيانات الأفلام السويدية (السويدية)
- تشيلسي هاندلر على موقع إن إن دي بي (الإنجليزية)
- تشيلسي هاندلر على موقع ديسكوغز (الإنجليزية)
- تشيلسي هاندلر على موقع قاعدة بيانات الفيلم (الإنجليزية)
- تشيلسي هاندلر على موقع كينوبويسك (الروسية)